# Роу, Брайан
Бра́йан Майкл Ро́у (англ. Brian Michael Rowe; 16 ноября 1988, Чикаго, Иллинойс, США) — американский футболист, вратарь.

## Клубная карьера
В 2007—2011 годах Роу учился в Калифорнийском университете в Лос-Анджелесе, где выступал за университетскую команду в Национальной ассоциации студенческого спорта. В 2010—2011 годах он также играл за клуб «Вентура Каунти Фьюжн» из Premier Development League, высшей любительской лиги США.
На дополнительном драфте MLS 2012 Роу был выбран во втором раунде под общим 24-м номером клубом «Чивас США», однако подписывать игрока «козлы» не стали. Позднее Роу заключил контракт непосредственно с MLS, войдя в пул вратарей лиги. По ходу первой половины сезона 2012 он оказывался на скамейке запасных «Торонто», «Портленд Тимберс», «Лос-Анджелес Гэлакси» и «Филадельфии Юнион», а также выступал за дубли «Тимберс» и «Юнион» в лиге резерва.
13 июля 2012 года Роу был подписан «Лос-Анджелес Гэлакси». Его дебют за клуб состоялся в следующем сезоне 27 апреля 2013 года в матче против «Реал Солт-Лейк», в котором он вышел в стартовом составе и помог команде одержать сухую победу со счётом 0:2. В сезоне 2016 после ухода из клуба Хайме Пенедо и Донована Рикеттса Роу стал основным голкипером «Гэлакси». В сезоне 2017 у «Гэлакси» не было доминирующего «первого номера» — Роу, сыгравший в 14 матчах, делил позицию в створе ворот с Клеманом Диопом и Джоном Кемпином, сыгравшими в 15 и 7 матчах соответственно.
15 декабря 2017 года Роу был обменян в «Ванкувер Уайткэпс» на пик второго раунда супердрафта MLS 2018. За канадский клуб он дебютировал 11 мая 2018 года в матче против «Хьюстон Динамо», выйдя на поле в стартовом составе из-за травмы основного вратаря Стефана Мариновича. По окончании сезона 2018 контракт Роу с «Ванкувер Уайткэпс» истёк.
22 февраля 2019 года Роу был подписан «Орландо Сити» после прохождения просмотра во время предсезонного сбора. За «львов» он дебютировал 2 марта в матче первого тура сезона 2019 против «Нью-Йорк Сити», в котором вышел в стартовом составе. В сезоне 2019 Роу являлся основным вратарём «Орландо Сити», сыграв в 32-х матчах регулярного чемпионата, но в сезоне 2020 стал резервным, после того как в межсезонье в клуб пришёл Педро Гальесе. По окончании сезона 2020 контракт Роу с «Орландо Сити» истёк.
25 мая 2021 года Брайан Роу объявил о завершении футбольной карьеры.

## Международная карьера
14 января 2017 года Роу был вызван в тренировочный лагерь сборной США в преддверии товарищеских матчей со сборными Сербии 29 января и Ямайки 3 февраля вместо получившего травму Штефана Фрая. Однако в финальную заявку на матчи он не попал.

## Статистика выступлений
| Выступление                         | Выступление      | Выступление      | Лига | Лига | Плей-офф | Плей-офф | Кубок | Кубок | ЛЧ КОНКАКАФ | ЛЧ КОНКАКАФ | Итого | Итого |
| Клуб                                | Лига             | Сезон            | Игры | ГП   | Игры     | ГП       | Игры  | ГП    | Игры        | ГП          | Игры  | ГП    |
| ----------------------------------- | ---------------- | ---------------- | ---- | ---- | -------- | -------- | ----- | ----- | ----------- | ----------- | ----- | ----- |
| Лос-Анджелес Гэлакси                | MLS              | 2012             | 0    | 0    | —        | —        | —     | —     | 0           | 0           | 0     | 0     |
| Лос-Анджелес Гэлакси                | MLS              | 2013             | 4    | 4    | 0        | 0        | 1     | 2     | 3           | 4           | 8     | 10    |
| Лос-Анджелес Гэлакси                | MLS              | 2014             | 3    | 3    | 0        | 0        | 0     | 0     | 0           | 0           | 3     | 3     |
| Лос-Анджелес Гэлакси                | MLS              | 2015             | 7    | 9    | 0        | 0        | 3     | 2     | 4           | 3           | 14    | 14    |
| Лос-Анджелес Гэлакси                | MLS              | 2016             | 31   | 33   | 3        | 2        | 1     | 2     | 0           | 0           | 35    | 37    |
| Лос-Анджелес Гэлакси                | MLS              | 2017             | 14   | 23   | —        | —        | 1     | 3     | —           | —           | 15    | 26    |
| Лос-Анджелес Гэлакси                | Итого            | Итого            | 59   | 72   | 3        | 2        | 6     | 9     | 7           | 7           | 75    | 90    |
| Лос-Анджелес Гэлакси II (фарм-клуб) | USL              | 2014             | 5    | 8    | —        | —        | —     | —     | —           | —           | 5     | 8     |
| Лос-Анджелес Гэлакси II (фарм-клуб) | USL              | 2015             | 3    | 2    | —        | —        | —     | —     | —           | —           | 3     | 2     |
| Лос-Анджелес Гэлакси II (фарм-клуб) | Итого            | Итого            | 8    | 10   | 0        | 0        | 0     | 0     | 0           | 0           | 8     | 10    |
| Ванкувер Уайткэпс                   | MLS              | 2018             | 10   | 22   | —        | —        | 0     | 0     | —           | —           | 10    | 22    |
| Ванкувер Уайткэпс                   | Итого            | Итого            | 10   | 22   | 0        | 0        | 0     | 0     | 0           | 0           | 10    | 22    |
| Орландо Сити                        | MLS              | 2019             | 32   | 49   | —        | —        | 0     | 0     | —           | —           | 32    | 49    |
| Орландо Сити                        | MLS              | 2020             | 4    | 5    | 1        | 3        | —     | —     | —           | —           | 5     | 8     |
| Орландо Сити                        | Итого            | Итого            | 36   | 54   | 1        | 3        | 0     | 0     | 0           | 0           | 37    | 57    |
| Всего за карьеру                    | Всего за карьеру | Всего за карьеру | 113  | 158  | 4        | 5        | 6     | 9     | 7           | 7           | 130   | 179   |

## Достижения
Командные
 «Лос-Анджелес Гэлакси»
- Чемпион MLS (обладатель Кубка MLS): 2014